# Darkness on the Edge of Town (Arrow)
Darkness on the Edge of Town es el vigésimo segundo episodio de la primera temporada de la serie estadounidense de drama y ciencia ficción, Arrow. El episodio fue escrito por Drew Z. Greenberg y Wendy Mericle, y dirigido por John Behring y fue estrenado el 8 de mayo de 2013 en Estados Unidos por la cadena CW. En Latinoamérica, Warner Channel estrenó el episodio el 27 de mayo de 2013.
Malcolm desea borrar toda evidencia que lo conecte con El Proyecto por lo que elimina al equipo a cargo de desarrollar el dispositivo. Oliver le pide a Moira la verdad sobre el secuestro de Walter y El Encapuchado (Diggle) logra que Moira le de detalles acerca de los planes de Malcolm. Por otra parte, Roy y Thea siguen en su tarea por encontrar al Vigilante mientras que Tommy descubre que Laurel y Oliver se han reconciliado y Felicity se pone en la mira del Detective Lance. Mientras tanto, en la isla Oliver, Slade y Shado luchan para evitar que Fyers derribe un avión de Ferris Air. Finalmente, el Arquero Oscuro y el Vigilante descubren sus verdaderas identidades.

## Argumento
Malcom, vestido como el Arquero Oscuro, se hace presente en los labotarios de Unidac Industries para borrar toda evidencia que lo conecte con El Proyecto, por lo que elimina al equipo a cargo de desarrollar el dispositivo sísmico que utilizará para "nivelar" los Glades. Oliver le pide a Moira la verdad sobre el secuestro de Walter y lo relacionado con "El Proyecto" pero Moira le advierte que se mantenga alejado de esa situación. Es entonces que Oliver y Diggle idean un plan en donde este último, vestido como el Vigilante, secuestra a Moira y Oliver y tortura al chico para que la madre confiese.
Moira confiesa todo acerca de "El Proyecto" y el secuestro de Walter y Oliver le pide que se aleje de él. Diggle, Felicity y Oliver irrumpen en Merlyn Global para hackear la computadora central y encontrar el dispositivo. Oliver convence a Tommy de volver con Laurel, pero cuando se da cuenta de que deteniendo "El Proyecto" él podría dejar de actuar como el Vigilante, va a dónde Laurel y se reconcilia con ella, mientras Tommy los observa por una de las ventanas.
Diggle acude al lugar donde se localiza el dispositivo pero descubre que Malcolm ya sabe que han hackeado su computadora y lo ha cambiado de lugar. Por otra parte, Roy y Thea siguen en su tarea por encontrar al Vigilante mientras que Tommy descubre que Laurel y Oliver se han reconciliado y Felicity se pone en la mira del Detective Lance, cuando el departamento de policía descubre que ha hackeado Merlyn Global. Walter le revela a Moira que él sabía de su implicación en su secuestro y le presenta los papeles del divorcio.
Finalmente, el Vigilante va tras Malcolm y descubre que él es el Arquero Oscuro. Ambos se enfrascan en un enfrentamiento, que termina cuando Malcolm deja al Vigilante malherido y descubre que se trata de Oliver. Mientras tanto, en la isla Oliver, Slade y Shado luchan para evitar que Fyers derribe un avión de Ferris Air.

## Elenco
- Stephen Amell como Oliver Queen.
- Katie Cassidy como Dinah Laurel Lance.
- Colin Donnell como Tommy Merlyn.
- David Ramsey como John Diggle.
- Willa Holland como Thea Queen.
- Susanna Thompson como Moira Queen.
- Paul Blackthorne como el detective Quentin Lance.

## Continuidad
- Yao Fei, Slade Wilson, Shado y Roy Harper fueron vistos anteriormente en Home Invasion.
- Lucas Hilton fue visto anteriormente en Unfinished Business.
- Edward Fyers fue visto anteriormente en Salvation.
- Alan Durand fue visto anteriormente en Dodger.
- En este episodio El proyecto se pone en marcha.
- Felicity Smoak revela tener un enamoramiento hacia Oliver.
- Edward Fyers revela su verdadera misión en la isla.
- En este episodio se revela que Alan Durand trabaja para Edward Fyers.
- Oliver, Shado y Slade son capturados por Fyers con la ayuda de Yao Fei.
- Oliver y Laurel se reconcilian en este episodio.
- Oliver descubre que el Arquero Oscuro es en realidad Malcolm Merlyn.
- Yao Fei muere en este episodio.
- Walter Steele solicita el divorcio a Moira y deja la mansión de los Queen.
- Es el segundo episodio en donde El Vigilante y el Arquero Oscuro se enfrentan y Oliver resulta perdedor.
- Malcolm Merlyn se convierte en la séptima persona en conocer la verdadera identidad de El Vigilante, siendo John Diggle (Lone Gunmen), Derek Reston (Legacies), Helena Bertinelli (Muse of Fire), Felicity Smoak (The Odyssey), Tommy Merlyn (Dead to Rights) y el Dr. Webb (Unifished Business) las otras seis.

## Desarrollo

### Producción
La producción de este episodio comenzó el 18 de marzo y terminó el 26 de marzo de 2013.

### Filmación
El episodio fue filmado del 27 de marzo al 8 de abril de 2013.

## Recepción

### Recepción de la crítica
Jesse Schedeen, de IGN calificó al episodio de grandioso y le otorgó una puntuación de 8.9, comentando: "Arrow ha entregado otro episodio ganador preparándonos para el dramático final. Este penúltimo episodio sin duda elevó el listón. Más preguntas fueron respondidas, una revancha entre arqueros se llevó a cabo, un personaje principal muere, y comenzó la etapa final de "El Proyecto". En general, fue una semana bastante mala para todo aquel que no se llame Malcolm Merlyn o Edward Fyers. Era exactamente la clase de episodio tenso y dramático que esperaba".
Paloma Garrón, de TodoSeries.com otorgó al episodio una calificación de 4.5 sobre 5, diciendo: "Arrow nos ha regalado un capitulazo. Hemos tenido de todo, incluso una muerte que al menos yo no esperaba tan pronto. Susana Thmpson es una actriz fantástica capaz de darle a Moira una gran profundidad a pesar de no tener muchas escenas. En este capítulo la hemos visto desde dura y distante intentando alejar a Oliver de la verdad a asustada por el secuestro, pasando por deshecha por el abandono de Walter. Gran casting, en general los actores de Arrow están muy bien elegidos, salvo alguna excepción (sí, Laurel, eso va por ti)".

### Recepción del público
El episodio fue visto por 2.62 millones de espectadores, recibiendo 0.9 millones entre los espectadores entre 18-49 años.